# お見立て
『お見立て』（おみたて）は古典落語の演目。『お見立』とも表記される。別題に『墓違い』（はかちがい）。上方落語では『手向け茶屋』（たむけぢゃや）の題で演じられる。
田舎者の客を嫌う花魁が、会いたくない言い訳に「自分が死んだ」という嘘を伝言させたため、客がその墓を見せろと言って起きる騒動を描く。吉原遊廓を舞台にした、いわゆる「廓噺（くるわばなし）」のひとつ。
原話は、1808年（文化5年）に出版された笑話本『噺の百千鳥』の一編「手くだの裏」。武藤禎夫は、文化8年（1811年）刊行の『種が島』に掲載された同題の「手くだの裏」（田舎の僧侶の客を嫌う遊女（新造）が、自分は死んだと伝えさせると、僧が「それでは戒名を授けよう」とそれを書いて退散し、後で戒名を見ると「毎夜名代新造」と書かれていたという内容）を「原話と見られる」としている。
1940年9月に当時の講談落語協会が警視庁に届ける形で口演自粛を決定した禁演落語53演目に含められた。

## あらすじ
基本的に演者はまず、かつての吉原遊廓における「張り見世」の説明を行う。これは遊女たちが、妓楼の大きな格子窓から、通りに向かって姿を見せて客を呼ぶものであり、男性店員である妓夫（俗に牛太郎）が「よろしいのをお見立て願います」と口上を言いながら通行人に声をかけ、客引きを行うのが一般的であった。ここから遊女を選ぶことを「お見立て」と読んだ。
ある富農で田舎者の客・杢兵衛（もくべえ）が、花魁の喜瀬川に惚れ込み、通い詰めるようになっていたが、彼女はその客が嫌いであり、次に来たら病気だといって断るように店の妓夫・喜助に命じる。その杢兵衛が来たので喜助は言われた通りにするが、彼はそれなら見舞いをしたいと言い出す。困って喜瀬川に相談しに行くと、それなら亡くなったことにしなさいと言われ、その通りにすると、今度は墓参りがしたいと言い出す。再び相談された喜瀬川は、適当な墓を自分の墓に見せかけて済ませなさいと命じる。
喜助は杢兵衛を案内して適当な寺に連れていく。墓石に彫られた墓碑銘を誤魔化すため、大量の仏花と線香を寺番から買い、適当な墓をここが喜瀬川の墓ですといってさっさと終わらせようとする。しかし、うっかり墓碑銘を読まれてしまい、喜瀬川の墓ではないと気づかれてしまう。間違えましたと別の墓に案内するが、もはや杢兵衛も最初から墓碑銘を確認するようになっており、騙されることはない。次々と違う墓に案内されて、業を煮やした杢兵衛は「いったい本物の墓はどれだ」と問い詰めると、喜助は言う。
「よろしいのをお見立て願います」

## バリエーション
明治後期から昭和にかけて活動した5代目柳亭燕路は、遊女をカフェーの女性店員に置き換える改作をおこなった。